# Галип Вардар
Галѝп Варда̀р (на турски: Galip Vardar) е турски историк и педагог.

## Биография
Вардар е роден в 1897 година в македонския град Сяр, тогава в Османската империя. Учи в гимназия в родния си град. След Балканските войни завършва в Балъкесир. Започва да учи история в Истанбулския университет. Като студент е доброволец в Първата световна война и се сражава при Галиполи. След примирието е член на нелегална националистическа група. Работи в тайните служби на Националистическото правителство. След края на Националноосвободителната война завършва Истанбулския университет. Работи като преподавател по история.